# Corinne Jiga
Corinna Jiga (Victoria, 28 dicembre 1978) è un'attrice e modella rumena naturalizzata italiana.

## Biografia
È un'attrice di origine rumena, che lavora in Italia anche come modella.
Si forma professionalmente frequentando, dal 2000, per due anni "la Fonoroma Film Recording", dove studia recitazione, doppiaggio e dizione, a cui fa seguito un corso di 5 mesi con Tiziana Bergamaschi (2005) e uno stage con Alfonso Benaduci (2007).
Nel 2006 ha recitato ne Il mio miglior nemico di Carlo Verdone, nella parte della sensuale Ramona, l'amante di Achille De Bellis (interpretato dallo stesso Verdone), e nel 2012, sempre sotto la regia dell'attore romano, in Posti in piedi in paradiso nel quale ricopre un piccolo cameo. 
Tra i suoi altri lavori, ricordiamo: Immaturi, regia di Paolo Genovese (2011), Tutti i santi giorni, regia di Paolo Virzì (2012) e Ci vediamo domani, regia di Andrea Zaccariello (2013). 
Nel 2014 e nel 2016 torna sul grande schermo con due film di Carlo Verdone: Sotto una buona stella e L'abbiamo fatta grossa. Nel 2021 ricopre il ruolo di Miriam nel film Si vive una volta sola diretto sempre da Carlo Verdone.

## Filmografia

### Cinema
- Il mio miglior nemico, regia di Carlo Verdone (2006)
- Parlami d'amore, regia di Silvio Muccino (2008)
- Colpo d'occhio, regia di Sergio Rubini (2008)
- Io e Marilyn, regia di Leonardo Pieraccioni (2009)
- Immaturi, regia di Paolo Genovese (2011)
- Posti in piedi in paradiso, regia di Carlo Verdone (2012)
- Tutti i santi giorni, regia di Paolo Virzì (2012)
- Ci vediamo domani, regia di Andrea Zaccariello (2013)
- Sotto una buona stella, regia di Carlo Verdone (2014)
- L'abbiamo fatta grossa, regia di Carlo Verdone (2016)
- Si vive una volta sola, regia di Carlo Verdone (2021)

### Televisione
- R.I.S. 5 - Delitti imperfetti, regia di Fabio Tagliavia – serie TV, episodio 5x15 (2009)